# Annibal de Coconas
Annibal de Coconas, francesizzazione del vero nome Annibale Radicati, conte di Cocconato (Susa, 1530 circa – Parigi, 30 aprile 1574), è stato un militare italiano.

## Biografia
Nato attorno al 1530, a Susa, violento e ambizioso, pratica sin da giovane il mestiere delle armi. 
Nel 1561 favorito di Emanuele Filiberto I di Savoia (ricoprendo anche l'incarico, delicato e di estrema fiducia, di suo gentiluomo di bocca), divenne capitano di una compagnia di duecento soldati.
Si vuole che, a causa del suo carattere, si sia poi fatto nemici tra i cortigiani piemontesi che gli avrebbero istigato contro il principe, dal quale è bandito dallo Stato.
Emigra in Francia dove, per il suo valore, diventa capitano di una compagnia di fanti italiani.
Nel maggio del 1569 guida i suoi soldati a soccorso della cittadina di Dun-Le-Roy, assediata dai protestanti, e nel 1570 si distingue nella difesa di Marennes-en-Saintonge.
Nel 1572, alle dipendenze di Enrico di Guisa è uno dei più crudeli persecutori di ugonotti nella notte di san Bartolomeo. Al riguardo fu accusato di un accanimento così efferato  da risultare persino poco credibile .
Nel 1573 partecipa all'assedio di La Rochelle, dove si fa notare per il suo coraggio che lo avvicina ai grandi di corte, in particolare al duca d'Anjou e di godere del favore reale. Nello stesso anno risulta avere svolto attività di spionaggio per gli spagnoli, tentando di favorire, contro gli interessi della corona francese, la candidatura al trono di Polonia dello zar di Russia, Ivan il Terribile. La storica Hélène Michaud, nel parlare di lui afferma che Cocconato fosse un uomo senza scrupoli, pronto a tradire per denaro i suoi sovrani.
 Il suo nome ricorre, in effetti, in varie congiure che misero in subbuglio la Francia.
Nel 1574 entra nel partito dei Malcontent che vuole imporre la corona al duca d'Alençon, il più giovane dei fratelli del re Carlo IX morente, al posto del legittimo erede Enrico, duca d'Anjou in quel momento lontano in Polonia.
La congiura fu scoperta a causa di una spiata e, dopo un breve processo, egli fu dichiarato colpevole di aver praticato atti di magia nera per provocare la morte di Carlo IX insieme con il fraterno amico Bonifacio de La Mole e condannato alla decapitazione.
La sua noncuranza di fronte al patibolo fu tale che Carlo IX arrivò a dire che: "Era uno degli uomini più valorosi e coraggiosi del regno, pur essendo un malvagio".
Gli ultimi momenti delle sue avventure riecheggiano in Stendhal, in Le Rouge et le Noir: la duchessa di Nevers avrebbe preso il lutto per lui e, fattone trafugare il corpo, ne avrebbe fatto imbalsamare la testa per conservarla con sé.
È uno dei personaggi del romanzo La Reine Margot di Alexandre Dumas che si ispirò alle vicende del periodo.
Come si è visto il Radicati di Cocconato fu inviso ad Emanuele Filiberto, fu spia degli spagnoli e cospirò contro il Re di Francia. Alcuni studiosi hanno avanzato l'ipotesi che la sua azione non sia mai stata estranea alle strategie di Emanuele Filiberto e che egli operasse in realtà a danno di tutte le altre potenze a favore dei Savoia (che cercavano, riconquistati i propri Stati dopo un periodo di occupazione francese, la propria rivincita).
 Indagini d'archivio in tal senso non hanno portato ad alcuna certezza, ma il complessivo contesto politico-diplomatico-militare, congiuntamente a taluni indizi, a partire dall'impossibilità di conoscere i reali motivi per cui il Cocconato sarebbe caduto in disgrazia presso Emanuele Filiberto e di conseguenza esiliato, contribuiscono a rendere l'ipotesi alquanto verosimile e non priva di elementi di concretezza.
In ogni caso sussistono comunque dubbi anche sulla colpevolezza dei congiurati, dato che in seguito, tanto il Radicati di Cocconato (Coconas) quanto il della Mola (de La Môle), furono completamente riabilitati.